# Bołducka Grupa Jezior
Bołducka Grupa Jezior lub Błękitne jeziora (biał. Балдуцкая група азёр, Блакітныя азёры, Bałduckaja hrupa azior, Błakitnyja aziory) – grupa jezior na Białorusi leżących na granicy rejonów miadzielskiego, postawskiego i ostrowieckiego, w większości na obszarze Parku Krajobrazowego „Błękitne Jeziora”. Jeziora mają niewielkie rozmiary (największe Bołduk – 0,78 km²), stanowią część dorzecza Straczy, dopływu Wilii. Jednocześnie głębokość jezior jest dość duża (Bołduk – 39,7 m, Hłubel – 26,8 m).
W skład grupy wchodzą:
- Bołduk;
- Hłubel;
- Hłubelek;
- Ilginia;
- Bołduczyca;
- Jerezmieniec;
- Imszarnik;
- Okuniek;
- Jezioro Głuche;
- Jezioro Martwe;
- Karasik;
- Świnak[2].